# Голдсмит, Джерри
Дже́рральд Кинг (Дже́рри) Го́лдсмит (англ. Jerrald King "Jerry" Goldsmith, 10 февраля 1929 — 21 июля 2004) — американский композитор и дирижёр, классик киномузыки, автор музыки более чем к 250 телевизионным постановкам и кинолентам.

## Биография
Голдсмит родился в Лос-Анджелесе, штат Калифорния в семье румынских евреев. Сын художницы Тессы (урожденная Раппапорт) и строительного инженера Морриса Голдсмита. В возрасте шести лет научился играть на пианино, в четырнадцать — изучал композицию, теорию и контрапункт с учителями Якобом Гимпелем и Марио Кастельнуово-Тедеско. В шестнадцать лет Голдсмит посмотрел фильм 1945 года «Зачарованные» и был вдохновлен нетрадиционной музыкой известного композитора Миклоша Рожа. Позже он поступил в университете Южной Калифорнии, где посещал курсы М. Рожа, но бросил учёбу в пользу более «практичной музыкальной программы» в Городском колледже Лос-Анджелеса. Там он смог тренировать певцов, работать помощником хорового руководителя, играть в сопровождении фортепиано и работать помощником дирижёра.
С 1950 года работал клерком в телерадиовещательной компании Си-би-эс, где одновременно с согласия начальства занимался сочинением музыки к радиопрограммам. К концу 10-летней работы на Си-би-эс сочинял также музыку к телесериалам, в число которых входили вестерны «Дымок из ствола» и «Караван повозок». Привычка к ежедневной работе осталась у композитора с этого времени до конца жизни.
В 1962 году к Голдбергу пришла известность после выхода фильма «Одинокие отважны». Его музыка к биографическому фильму Джона Хьюстона «Фрейд: Тайная страсть», появившемуся на экране в тот же год, принесла композитору первую в карьере номинацию на «Оскар».
В 1997 году записал современную мелодию фанфар к обновлённому логотипу Universal Pictures, который дебютировал в фильме «Парк юрского периода: Затерянный мир». Через 15 лет музыкальная тема Голдсмита была аранжирована Брайаном Тайлером в ознаменование векового юбилея киностудии.
Джерри Голдсмит скончался во сне 21 июля 2004 года в возрасте 75 лет после длительной борьбы с раком.

## Карьера

### 1950-е
В 1950 году Голдсмит устроился на работу в CBS в качестве клерка-машинистки в музыкальном отделе телеканала под руководством режиссера Луда Глускина. Там он начал писать партитуры для таких радиошоу, как CBS Radio Workshop, Frontier Gentleman и Romance. В интервью Энди Велесу из BarnesandNoble.com Голдсмит рассказал: "Это было примерно в 1950 году. На CBS была мастерская, и раз в неделю сотрудники, независимо от их таланта, будь то билетеры или машинистки, готовили радиопередачу. Но для этого нужно было быть сотрудником. Им нужен был кто-то, кто занимался бы музыкой, и я знал там кое-кого, кто сказал, что я отлично подойду для этого. Я только что женился и нуждался в работе, поэтому они подделали для меня тест на машинопись. После я смог участвовать в этих телешоу. Примерно через полгода музыкальный отдел услышал о том, что я сделал, им понравилось, и они дали мне работу". Позже он стал озвучивать такие телешоу на канале CBS, как Climax! и Playhouse 90. Он также озвучил несколько эпизодов телесериала «Сумеречная зона». Он оставался на CBS до 1960 года, после чего перешел в Revue Studios, а затем в Metro-Goldwyn-Mayer к продюсеру Норману Фелтону, с которым он работал всё время работы на телевидении, а позже стал сочинять музыку для шоу, выпускаемых MGM Television, таких как "Доктор Килдэр" и "Агенты А.Н.К.Л.".
Его дебют в полнометражном кино состоялся, когда он написал музыку к вестерну "Черное пятно" (1957). Он продолжил работу над партитурами к таким фильмам, как вестерн "Лицо беглеца" (также 1957) и научно-фантастический фильм «Город страха» (1959).

### 1960-е
Голдсмит начал десятилетие с написания песен для таких телевизионных шоу, как "Доктор Килдэр", «Дымок из ствола» и "Триллер", а также драматического фильма "Спиральная дорога" (1962). Однако широкое признание его имя получило только после того, как он написал проникновенную музыку к вестерну "Одинокие - храбрецы" (1962). Его участие в картине было результатом рекомендации композитора Альфреда Ньюмана, который был впечатлен партитурой Голдсмита для телевизионного шоу "Триллер" и взял на себя смелость порекомендовать Голдсмита руководителю музыкального отдела Universal, несмотря на то, что никогда с ним не встречался. В том же году Голдсмит написал в основном атональную и диссонирующую музыку к биографическому фильму "Фрейд: Тайная страсть" (1962), который был посвящен пятилетнему периоду жизни психоаналитика Зигмунда Фрейда. За эту работы Голдсмит получил свою первую номинацию на премию "Оскар" за лучшую музыку к фильму, хотя и проиграл своему коллеге, впервые получившему номинацию Морису Жарру за музыку к «Лоуренсу Аравийскому» (также 1962). Голдсмит написал музыку к фильму "Стриптизерша" (1963), это было его первое сотрудничество с режиссером Франклином Шаффнером, для которого Голдсмит позже написал музыку к фильмам «Планета обезьян» (1968), «Паттон» (1970), «Мотылёк» (1973), "Острова в океане" (1977), «Мальчики из Бразилии» (1978). и «Львиное сердце» (1987).
После своего успеха с "Одинокие - храбрецы" и "Фрейд: Тайная страсть" Голдсмит сочинил музыкальную тему для "Агентов А.Н.К.Л." (1964), а также саундтреки к таким фильмам, как вестерн "Рио Кончос", политический триллер «Семь дней в мае» (оба также 1964), романтическая драма "Клочок синевы" (1965), военный фильм "По методу Харма" (также 1965), фильм о воздушном бою времен Первой мировой войны «Голубой Макс» (1966), историческая военно-морская драма «Песчаная галька» (также 1966), триллер "Предупредительный выстрел" (1967), вестерн "Час оружия" (также 1967) и "Детектив" (1968). Он чуть было не отказался от участия в "Голубом Максе", когда посмотрел финальную версию с продюсерами, которые предварительно смонтировали ее с «Так говорил Заратустра» Рихарда Штрауса. Он сказал: "Я признаю, что это сработало довольно хорошо, но моей первой реакцией было встать и уйти, однако я не смог. После того, как вы услышите подобную музыку в фильме, вам будет сложнее составить собственное мнение, это затуманит ваше мышление". Партитуры Голдсмита к "Клочку синевы" и "Песчаной гальке" принесли ему вторую и третью номинации на премию "Оскар" соответственно, и обе они были одними из 250 номинантов на звание двадцати пяти лучших американских фильмов по версии Американского института кинематографии. Партитуры к фильмам "Семь дней в мае" и "Песчаная галька" также принесли Голдсмиту две первые номинации на премию "Золотой глобус" за лучшую оригинальную партитуру в 1965 и 1967 годах. За это время, он также написал музыку ко многим легким комедийным фильмам, таким как семейная комедия "Неприятности с ангелами" (1966), пародия на Джеймса Бонда "Наш человек Флинт" (1966) и ее продолжение "Как Флинт" (1967), а также комедия "Вздорный человек" (1967).
Голдсмит привлек к себе внимание благодаря саундтреку к постапокалиптическому научно-фантастическому фильму "Планета обезьян" (1968), который был одним из первых, полностью написанных в авангардном стиле. При озвучивании "Планеты обезьян" Голдсмит использовал такие инновационные приемы, как зацикливание барабанов на эхоплексе, использование оркестра для имитации хрюкающих звуков обезьян, использование рожков без мундштуков и указание деревянным духовым музыкантам нажимать на клавиши без использования воздуха. Он также использовал чаши для смешивания из нержавеющей стали среди других предметов для создания уникальных перкуссионных звуков. Этот фильм принес Голдсмиту еще одну номинацию на премию "Оскар" за лучшую оригинальную музыку и занял 18-е место в списке двадцати пяти лучших американских фильмов по версии Американского института кинематографии. Хотя Голдсмит и не вернулся к работе над продолжением «Под планетой обезьян» (1970), он стал автором третьей части франшизы - «Побег с планеты обезьян» (1971).
Голдсмит завершил десятилетие работой над такими фильмами, как вестерн «Бандольеро!» (1968), шпионский триллер "Председатель", научно-фантастический фильм «Иллюстрированный человек» и вестерн «Сто винтовок». Он написал тему для комедийно-драматического телесериала "Комната 222", который дебютировал в 1969 году.

### 1970-е
Во время записи музыки к биографическому фильму о Второй мировой войне "Паттон" (1970) Голдсмит использовал эхоплекс, чтобы воспроизвести на трубе звуки триплетов "зов на войну", которые музыкально олицетворяли веру генерала Джорджа С. Паттона в реинкарнацию. Главная тема также состояла из симфонического марша в сопровождении органа, символизирующего воинственную и глубоко религиозную натуру главного героя. Музыка к фильму впоследствии принесла Голдсмиту номинацию на премию "Оскар" за лучшую музыку к фильму и вошла в число 250 номинантов Американского института кинематографии на двадцать пять лучших американских фильмов. Успех Голдсмита у критиков продолжился его эмоциональным саундтреком к фильму "Мотылёк" (1973), который также принес ему номинацию на премию "Оскар". В начале 1970-х годов Голдсмит также написал темы для двух совершенно разных телесериалов - "Барнаби Джонс" и «Уолтоны».
Перед Голдсмитом стояла непростая задача - заменить партитуру композитора Филиппа Ламбро к нео-нуару «Китайский квартал» (1974). Имея всего десять дней на сочинение и запись совершенно новой партитуры, Голдсмит быстро создал ту, в которой звучание восточной музыки сочеталось с элементами джаза, в составе ансамбля были только труба, четыре фортепиано, четыре арфы, два перкуссиониста и струнная секция. Голдсмит получил номинацию на премию "Оскар" за свою работу, хотя и проиграл Нино Роте и Кармайну Копполе за фильм "Крестный отец 2". "Китайский квартал" занимает 9-е место в списке 25 лучших американских фильмов по версии AFI. Он также был номинирован на премию "Золотой глобус" за лучшую оригинальную музыку.
Голдсмит ещё раз получил одобрение критиков за свою музыку к приключенческому фильму «Ветер и лев» (1975), в котором использовался разнообразный ансамбль, включающий множество марокканских инструментов и большую секцию ударных. Этот фильм принес Голдсмиту номинацию на премию "Оскар" за лучшую музыку к фильму, хотя он проиграл Джону Уильямсу за саундтрек к «Челюстям». "Ветер и лев" также был одним из 250 номинантов AFI на двадцать пять лучших американских фильмов.
Голдсмит написал мрачную хоровую партитуру к фильму ужасов «Омен» (1976), которая стала первой партитурой к фильму, в которой хор использовался в авангардном стиле. Партитура имела успех у критиков и принесла Голдсмиту его единственную премию "Оскар" за лучшую музыку к фильму и номинацию на лучшую оригинальную песню за «Ave Satani». Его жена, Кэрол Хизер Голдсмит, также написала тексты песен и исполнила вокальный трек под названием "The Piper Dreams", выпущенный исключительно для альбома саундтреков. В дальнейшем Голдсмит написал музыку еще для двух частей франшизы: «Омен 2: Дэмиэн» (1978) и «Омен 3: Последняя битва" (1981).
Он по-прежнему пользовался успехом у критиков, став автором саундтреков к таким фильмам, как научно-фантастическая антиутопия "Бегство Логана" (1976), историческая драма "Острова в потоке" (1977, саундтрек, который оставался одним из его любимых), научно-фантастический фильм «Кома» (1978), научно-фантастический триллер «Козерог-1" (1977), фильм-катастрофа «Рой» (1978), историческая комедия "Большое ограбление поезда" (также 1978) и его номинированный на премию "Оскар" саундтрек к научно-фантастическому триллеру "Мальчики из Бразилии" (1978), в котором он использовал зажигательные вальсы, противопоставленные концепции фильма о клонировании Адольфа Гитлера.
Голдсмит написал музыку к научно-фантастическому фильму «Чужой» (1979). В его партитуре участвовал оркестр, дополненный шанкхой, диджериду, стальным барабаном и серпентом (инструментом 16-го века), а также автор создавал дополнительные "инопланетные" звуки, задерживая струнные пиццикато с помощью эхоплекса. Многие инструменты использовались настолько нетипично, что их практически невозможно было опознать. Однако его партитура была сильно отредактирована во время постпродакшена, и Голдсмиту пришлось переписать музыку для нескольких сцен. В результате в окончательной партитуре несколько фрагментов были перенесены, заменены или вырезаны полностью. Режиссер Ридли Скотт и монтажер Терри Роулингс также, без согласия Голдсмита, приобрели права на заглавную тему "Фрейда: Тайной страсти" (1962), которое они использовали в эпизоде с кислотной кровью. Несмотря на многочисленные правки и переписывания, саундтрек Голдсмита к фильму принес ему номинацию на премию "Золотой глобус" за лучшую оригинальную музыку и стал одним из 250 номинантов AFI на двадцать пять лучших американских фильмов.
Голдсмит завершил десятилетие работой над саундтреком к фильму «Звездный путь» (1979). Первоначально Джин Родденберри приглашал его для написания саундтрека пилотного эпизода оригинального «Звездного пути», «Клетка», но Голдсмит не смог этого сделать из-за занятости, поэтому Голдсмит был первым, кого Paramount Pictures и режиссер Роберт Уайз выбрали для написания музыку к фильму. Столкнувшись с необходимостью сочинить новую тему для фильма "Звездный путь", Голдсмит поначалу приступил к написанию как можно большей части партитуры до написания заглавной темы. Первоначальная музыка, сочинённая им для сцены, в которой зрителям показывают недавно отремонтированный звездолет "Энтерпрайз", не была одобрительно воспринята создателями фильма, режиссер Роберт Уайз посчитал, что в нем не хватает сильной тематической привязки и она напоминает ему о парусных кораблях. Несмотря на то, что Голдсмит был несколько раздосадован отказом, он согласился переработать свою первоначальную идею и в конце концов пришел к теме "Звездного пути", которая в конечном итоге была использована. В саундтреке к фильму также дебютировал Blaster Beam - электронный инструмент длиной от 12 до 15 футов (3,7-4,6 м), созданный музыкантом Крейгом Хаксли. Инструмент был снабжен стальными проводами, подсоединенными к усилителям, установленным на основном куске алюминия; устройство воспроизводилось с помощью артиллерийского снаряда. Голдсмит услышал это и сразу же решил использовать в качестве темы для Ви'Джера. Огромный орган впервые играет тему В'Джера на подходе к "Энтерпрайзу", что буквально свидетельствует о мощи машины. Его работа над фильмом принесла ему номинации на премию "Оскар" и "Золотой глобус", а также он был одним из 250 номинантов AFI на двадцать пять лучших американских фильмов. Позже Голдсмит написал музыку к фильмам «Звездный путь 5: Последний рубеж" (1989) (в который вошла переработанная аранжировка темы из фильма), «Звездный путь: Первый контакт» (1996), «Звездный путь: Восстание» (1998) и «Звездный путь: Возмездие» (2002)., а также он написал тему для телесериала «Звездный путь: Вояджер» 1995 года. Кроме того, его тема для фильма, аранжированная Деннисом Маккарти, была повторно использована в качестве темы для фильма «Звездный путь: Следующее поколение" в 1987 году.

## Семья
1. Шэрон Хеннеджин (1950—1970)[36]
  - дочь Эллен Голдсмит
  - дочь Кэрри Голдсмит (род. 17 октября 1955)
  - сын Джоэл Голдсмит (1957—2012), композитор
  - дочь Дженнифер Голдсмит (1960), продюсер
2. Кэрол Хизер (1972—2004)
  - сын Аарон Голдсмит

## Награды и номинации
Был номинирован на 18 премий «Оскар» (получил одну за фильм «Омен»), а также стал обладателем пяти наград «Эмми», в том числе за музыку к биографическому телефильму «Бейб», мини-сериалу «Масада» и сериалу «Звёздный путь: Вояджер».
Номинировался на премию «Грэмми» за лучший саундтрек для визуальных медиа за музыку к популярному телевизионному сериалу «Человек из А.Н.К.Л.» и к фильму «Чужой».

## Фильмография

### 1950-е
- Чёрная полоска (1957)
- Лицо беглеца (1959)
- Город страха (1959)
- Сумеречная зона (1959)
- Перри Мейсон (1959; музыка к сериям 3-40)
- Studs Lonigan (1960)
- Адам Хардинг (1960)

### 1960-е
| - The Spiral Road (1962) - Одинокие отважны (1962) - Приз (1963) - Список Эдриана Мессенджера (1963) - Стриптизёрша (1963) - Возьмите её, она моя (1963) - Полевые лилии (1963) - Скопление орлов (1963) - Shock Treatment (1964) - Rio Conchos (1964) - Семь дней в мае (1964) | - Fate Is the Hunter (1964) - The Man from U.N.C.L.E. (1964) - The Satan Bug (1965) - Агония и экстаз (1965; совместно с Алексом Нортом) - Поезд фон Райена / Von Ryan’s Express (1965) - Клочок синевы (1965) - По методу Харма (1965) - Моритури (1965) - Дилижанс (1966) - Неприятности с ангелами (1966) - Вторые (1966) - Песчаная галька (1966) - To Trap a Spy (1966) - Голубой Макс (1966) - Our Man Flint (1966) - In Like Flint (1967) - The Flim-Flam Man (1967) | - Warning Shot (1967) - Hour of the Gun (1967) - Sebastian (1968) - Детектив (1968) - Планета обезьян / Planet of the Apes (1968) - Бандольеро! / Bandolero! (1968) - Justine (1969) - The Chairman (1969) - Иллюстрированный человек (1969) - 100 винтовок / 100 Rifles (1969) - The Travelling Executioner (1970) - Тора! Тора! Тора! / Tora! Tora! Tora! (1970) - Баллада о Кэйбле Хоге (1970) - Рио Лобо / Rio Lobo (1970) - Паттон / Patton (1970) |

### 1970-е
| - Wild Rovers (1971) - Вальс Мефистофеля (1971) - The Last Run (1971) - Бегство с планеты обезьян / Escape from the Planet of the Apes (1971) - The Homecoming: A Christmas Story (1971) - The Other (1972) - Анна и король (1972) - Уолтоны (1972) - Ace Eli and Rodger of the Skies (1972) - Pursuit (1972) - The Red Pony (1973) - Шеймас (1973) - Полицейская история / Police Story (1973) | - Маленький индеец / One Little Indian (1973) - The Don is Dead (1973) - Мотылёк / Papillon (1973) - Hawkins on Murder (1973) - Barnaby Jones (1973) - Winter Kill (1973) - A Tree Grows in Brooklyn (1974) tv series - Китайский квартал / Chinatown (1974) - S*P*Y*S (1974) - High Velocity (1974) - QB VII (1974) miniseries - Take a Hard Ride (1975) - A Girl Named Sooner (1975) - Выкуп / Ransom (1975) - Побег / Breakout (1975) - Перевал Брейкхарт (1975) - Бейб (1975) - The Reincarnation of Peter Proud (1975) - Ветер и лев / The Wind and the Lion (1975) | - Бегство Логана / Logan’s Run (1976) - Предзнаменование / The Omen (1976) - Острова в океане (1976) - Последний отблеск сумерек (1977) - Перевал Кассандры (1978) - МакАртур (1977) - Кома (1977) - Damnation Alley (1977) - Contract on Cherry Street (1977) - Козерог-1 (1978) - Рой (1978) - Омен 2: Дэмиен (1978) - Мальчики из Бразилии (1978) - Магия (1978) - The First Great Train Robbery (1979) - Чужой (1979) - Players (1979) - Звездный путь (1979) - Кабобланко (1980) |

### 1980-е
| - Омен 3: Последняя битва (1981) - Masada (1981) miniseries - Инчхон (1981) - Чужбина (1981) - Night Crossing (1981) - Бродяга (1981) - Саламандра (1981) - Вызов (1982) - Полтергейст (1982) - Секрет N.I.M.H. (1982) - Рэмбо: Первая кровь (1982) - Психо 2 (1983) | - Сумеречная зона (1983) - Под огнём (1983) - Гремлины (1984) - Супердевушка (1984) - Бунт роботов (1984) - Легенда (1985) - Рэмбо: Первая кровь 2 (1985) - Динозавр: Тайна затерянного мира (1985) - Explorers (1985) - Копи царя Соломона (1985) - Полтергейст 2 (1986) - Удивительные истории (1986) (музыка для эпизода «Бу!») - Линк (1986) - Команда из штата Индиана (1986) - Львиное сердце (1987) | - Звездный путь: Новое поколение (1987) - Все меры предосторожности (1987) - Внутреннее пространство (1987) - Полицейский напрокат (1987) - Рэмбо 3 (1988) - Преступный закон (1988) - Нация пришельцев (отклонён, музыка использована в фильме «Русский дом (фильм)») - Предместье (1989) - Левиафан (1989) - Чернокнижник (1989) - Звездный путь 5: Последняя граница (1989) - Русский дом (фильм) (1990) - Гремлины 2: Новенькая партия (1990) - Вспомнить всё (1990) |

### 1990-е
| - H.E.L.P. (1991) - Только без моей дочери (1991) - В постели с врагом (1991) - Мама и папа, спасите мир (1991) - Знахарь (1992) - Основной инстинкт (1992) - Вечно молодой (1992) - Mr. Baseball (1992) - Утренник (1992) - Hollister (1992) - Звёздный путь (1993) - Поле любви (1993) - Исчезновение (1993) | - Деннис-мучитель (1993) - Руди (1993) - Шесть степеней отчуждения (1993) - Готова на всё (1993) - Энджи (1994) - Плохие девчонки (1994) - Тень (1994) - Дикая река (1994) - Коэффициент интеллекта (1994) - Конго (1995) - Первый рыцарь (1995) - Звёздный путь: Вояджер (1995) - Пудра (1995) - Мэрия (1996) - Приказано уничтожить (1996) - Шесть дней в долине (rejected) (1996) | - Цепная реакция (1996) - Звёздный путь: Первый контакт (1996) - Призрак и тьма (1996) - Свирепые создания (1997) - Самолёт президента (1997) - Секреты Лос-Анджелеса (1997) - На грани (1997) - Подъем с глубины (1998) - Служители закона (1998) - Солдатики (1998) - Мулан (1998) - Звёздный путь (1998) - Мумия (1999) - Призрак дома на холме (1999) - 13-й воин (1999) - Невидимка (2000) |

### 2000-е
- И пришёл паук (2001)
- The Last Castle (2001)
- Цена страха (2002)
- Звёздный путь (2002)
- Луни Тюнз: Снова в деле (Looney Tunes: Back in Action) (2003)

## Награды/номинации

### Награды

#### «Оскар»
- 1977 — лучший оригинальный саундтрек (за фильм «Предзнаменование»)

#### «Эмми»
- 1973 — Лучший саундтрек к специальному эпизоду (сериал «Рыжий пони»)
- 1975 — Лучший саундтрек к специальному эпизоду (сериал «Королевская скамья VII»)
- 1976 — Лучший саундтрек к специальному эпизоду (сериал «Крошка»)
- 1981 — Лучший саундтрек к специальному эпизоду (за сериал «Масада»)
- 1995 — Лучшая музыкальная тема для вступительных титров (за сериал «Звёздный путь: Вояджер»)

#### «Сатурн»
- 1985 — Лучшая музыка (за фильм «Гремлины»)

#### «Золотая малина»
- 1985 — Худшая песня к фильму «Рэмбо: Первая кровь 2»

### Номинации

#### «Оскар»
- 1963 — лучший оригинальный саундтрек (за фильм «Фрейд: Тайная страсть»)
- 1966 — лучший оригинальный саундтрек (за фильм «Клочок синевы»)
- 1967 — лучший оригинальный саундтрек (за фильм «Песчаная галька»)
- 1969 — лучший оригинальный саундтрек (за фильм «Планета обезьян»)
- 1971 — лучший оригинальный саундтрек (за фильм «Паттон»)
- 1974 — лучший оригинальный саундтрек (за фильм «Мотылёк»)
- 1975 — лучший оригинальный саундтрек (за фильм «Китайский квартал»)
- 1976 — лучший оригинальный саундтрек (за фильм «Ветер и лев»)
- 1977 — лучшая песня (за фильм «Предзнаменование»)
- 1979 — лучший оригинальный саундтрек (за фильм «Мальчики из Бразилии»)
- 1980 — лучший оригинальный саундтрек (за фильм «Звёздный путь»)
- 1983 — лучший оригинальный саундтрек (за фильм «Полтергейст»)
- 1984 — лучший оригинальный саундтрек (за фильм «Под огнём»)
- 1987 — лучший оригинальный саундтрек (за фильм «Команда из штата Индиана»)
- 1993 — лучший оригинальный саундтрек (за фильм «Основной инстинкт»)
- 1998 — лучший оригинальный саундтрек (за фильм «Секреты Лос-Анджелеса»)
- 1999 — лучший оригинальный саундтрек (за мультфильм «Мулан»)

### «Золотой глобус»
- 1965 — «Семь дней в мае»
- 1967 — «Песчаная галька»
- 1975 — «Китайский квартал»
- 1980 — «Звёздный путь»
- 1980 — «Чужой»
- 1984 — «Под огнём»
- 1993 — «Основной инстинкт»
- 1998 — «Секреты Лос-Анджелеса»
- 1999 — «Мулан»

### «Грэмми»
- 1966 — «Агенты А.Н.К.Л.»
- 1975 — «Королевская скамья VII»
- 1976 — «Ветер и лев»
- 1977 — «Предзнаменование»
- 1980 — «Чужой»